# Grewia heterotricha
Grewia heterotricha är en malvaväxtart som beskrevs av Maxwell Tylden Masters. Grewia heterotricha ingår i släktet Grewia och familjen malvaväxter. Inga underarter finns listade i Catalogue of Life.